# Phelliactis somaliensis
Phelliactis somaliensis är en havsanemonart som beskrevs av Oscar Henrik Carlgren 1928. Phelliactis somaliensis ingår i släktet Phelliactis och familjen Hormathiidae. Inga underarter finns listade i Catalogue of Life.